# Парономазія
Парономазія (грец. παρονομασία від παρά — біля і ονομάσω — називаю) — це стилістична фігура, утворена зіставленням слів, різних за значенням, але подібних за звучанням. Наприклад: 
Чи то не ви у сатанинськім світі

Раділи радієм, плутоново плодились,

А ми світили вами, аж посліпли…

І в судний день чорнобильський збудились.— М. Влад

Найчастіше парономазія використовується у віршових творах, з тої причини, що вони більшою мірою, ніж проза, орієнтовані на звукову відчутність слова, на вияв звукової значущості художнього мовлення. У прозі парономазія найчастіше використовується для створення каламбурів, наприклад: «Як у вас тяглова сила, що-небудь тягає? — Тягає!.. Оце два дні у степ вивозила курей» (О. Ковінька, «Розмова по телефону»).
Досить часто і у віршових текстах парономазія виступає як засіб творення комічного враження. У зв'язку з цим О. Пономарів пише: «Стилістичні властивості парономічного зближення слів часто використовуються при створенні епіграм, пародій, шаржів. Для прикладу можна навести одну з пародій Юрія Івакіна, навіяну творами Івана Драча:

## Приклади парономазії
- Біля персів вона тримала зоряного сина («Ніж у сонці»)
- Чистих персів торкатись не дасть («Балада про дівочі перса»)
- Та персів проклятих два рідні вулкани («Божевільна балада»)
- Торка її холодні полум'яні перса («Калина»)
- Вітер перса мої пестить («Жінка і море»)

Іван Драч «Персальна балада»:
- І невідь звідки падають ці сни…
- Лечу на крилах персів в країну персів, в державу персів, в князівство персів, у Персію, сказати б.
- Шукаю серед персів свій босий слід і не знаходжу.
- На сполох б'ю у дзвони персів: «Постаньте, персів бранці — протуберанці!»
- Із персів смутку спиваю оскому пісні. Співаю «Баладу про острів Антораж»… І гей! На абордаж беру галери персів — Де перса персонал і персонаж (за борт цей екіпаж!).
- Тримаюся за стопи персів, за грона персів, за вулкани персів, за бетатрони персів, за їх ракетодроми, Як той Персей за Андромеду, І мегатонни персів вибухають — віршем»